# Afrocelestis lochaea
Afrocelestis lochaea is een vlinder uit de familie echte motten (Tineidae). De wetenschappelijke naam van deze soort is, als Scardia lochaea, voor het eerst geldig gepubliceerd in 1911 door Edward Meyrick.

## Type
- holotype: "female"
- instituut: BMNH, Londen, Engeland
- typelocatie: "Seychelles, Silhouette, jungle above Mare aux Cochons plateau"

De soort komt voor in het Afrotropisch gebied.